# Cufra (distrito)
Cufra (em árabe: الكفرة; romaniz.: Al Kufrah) é o maior distrito da Líbia com capital em Jaufe, um dos oásis na bacia de Cufra. A leste faz divisa com a província de Vale Novo, no Egito, a sudeste com os estados de Norte e Darfur do Norte no Sudão e no sul com a região de Borcu-Enedi-Tibesti no Chade. Domesticamente faz divisa com os distritos de Murzuque a oeste, Jufra a noroeste e Oásis a norte.
Foi criado em 1983 e segundo censo de 1987 possuía 25 139 habitantes. Em 1995, registra-se 23 800 residentes e área de 484 000 quilômetros quadrados. Segundo censo de 2001, tinha 35 091 residentes e segundo o de 2012, 35 315, dos quais 34 754 são líbios e 561 não-líbios. O tamanho médio das famílias líbias era 6.55, enquanto o tamanho médio das não-líbios era de 2.83. Há no total 5 774 famílias no distrito, com 5 569 sendo líbias e 205 não-líbias. Em 2012, aproximados 129 indivíduos morreram no distrito, dos quais 106 eram homens e 23 eram mulheres.